# Lucienne Abraham
Lucienne Abraham, pseudonym: Michèle Mestre, född 1 mars 1916 i Paris, död 4 februari 1970 i Champcueil, var en fransk militant kommunist och trotskist. Hon var medlem i Parti communiste français (PCF).

## Biografi
Abraham gick tidigt med i Parti communiste internationaliste (PCI) och blev chefredaktör för partiorganet La Vérité. Stridigheter uppstod inom PCI år 1950. En grupp vägrade dock att följa Fjärde internationalens linje, medan Abraham stödde Internationalens politik. Internationalens gamla  centralkommittén ersattes med bland andra Abraham och Pierre Frank.
År 1954 lämnade Abraham Fjärde internationalen och anslöt sig till Franska kommunistpartiet. Inom kort splittrades partiet i två falanger och Abraham förkastade sin trotskism.